# Краузе, Росвита
Росвита Краузе (нем. Roswitha Krause, род. 3 ноября 1949 года в Даме, ГДР) — восточногерманская пловчиха и гандболистка, призёр Олимпийских игр в обоих видах спорта, двукратная чемпионка мира по гандболу. Первая в истории женщина, завоевавшая олимпийские медали в разных видах спорта. Единственный в истории призёр Олимпийских игр по гандболу, кто сумел выиграть олимпийскую медаль в другом виде спорта.
Плаванием занялась по совету врача, который рекомендовал ей этот вид спорта для профилактики травм плеча. В 1968 году в возрасте 18 лет на Олимпийских играх в Мехико завоевала серебро в составе сборной ГДР в эстафете 4×100 метров вольным стилем. Сборная ГДР показала лучший результат в предварительных заплывах (4:10,3), но в финале американки уверенно выиграли с олимпийским рекордом (4:02,5), пловчихи ГДР отстали на 3,2 сек. Росвита выступала и на дистанции 100 метров вольным стилем, но не сумела пробиться в финальный заплыв.
Несмотря на успехи в плавании сама Краузе отмечала, что отдаёт предпочтение играм с мячом. Краузе была членом сборной ГДР по гандболу на протяжении 1970-х годов, когда эта команда дважды выигрывала чемпионаты мира (1975 и 1978). На Олимпийских играх немкам не удавалось переиграть сборную СССР. В 1976 году в Монреале в личной встрече на групповом этапе (медали разыгрывались по круговой системе) сборная ГДР уступила команде СССР 11-14 (сама Краузе забросила 4 мяча), и в итоге команда ГДР стала второй благодаря лучшей разности мячей по сравнению со сборной Венгрии (ничья в личной встрече 7-7). На Олимпийских играх 1980 года в Москве команда ГДР вновь проиграла сборной СССР (13-18), но в этот раз стала третьей, уступив сборной Югославии по разности мячей.
На клубном уровне выступала за «Берлин», в составе которого в сезоне 1977/78 завоевала Кубок европейских чемпионов, а в сезонах 1976/77 и 1978/79 побеждала в Кубке обладателей кубков.
Завершила карьеру после Олимпийских игр 1980 года и стала работать тренером по плаванию и гандболу в Берлинском университете имени Гумбольдта.